# 井手紘一郎
井手 紘一郎（いで こういちろう、1940年（昭和15年）3月30日 - ）は、日本の政治家、元岡山県真庭市長（2期）。

## 来歴
岡山県真庭郡落合町（現：真庭市）出身。早稲田大学教育学部卒。高等学校教諭となる。1983年（昭和58年）の岡山県議会議員選挙に自民党公認で真庭郡選挙区から立候補して、初当選を果たした。4月30日に議員に就任した。1997年（平成9年）5月15日から1998年（平成10年）5月15日まで第48代副議長を、2000年（平成12年）12月20日から2001年（平成13年）12月19日まで第51代議長をそれぞれ務めた。県議会議員は6期務めた。

### 2005年真庭市長選挙
2005年（平成17年）平成の大合併により、真庭市が発足。市長選に立候補するため、合併に先立つ3月18日に県議を辞職した。合併後の市長選挙に立候補し、元勝山町長の浅野実を破って当選した。
※当日有権者数：43,976人 最終投票率：85.03%（前回比：-pts）
| 候補者名   | 年齢 | 所属党派 | 新旧別 | 得票数   | 得票率 | 推薦・支持 |
| ---------- | ---- | -------- | ------ | -------- | ------ | ---------- |
| 井手紘一郎 | 65   | 無所属   | 新     | 21,186票 | 57.4%  | -          |
| 浅野実     | 65   | 無所属   | 新     | 15,742票 | 42.6%  | -          |

4月24日に市長に就任した。
2009年（平成21年）に無投票で再選。真庭市長を2期務め、2013年（平成25年）の選挙には立候補しなかった。4月23日に退任した。

## 栄典
- 2014年（平成26年） - 旭日中綬章[13]